# Eero Mäntyranta
Eero Mäntyranta (n. 20 noiembrie 1937, Pello, Oulu, Finlanda – d. 30 decembrie 2013, Uleåborg, Finlanda) a fost un schior de fond ce a reprezentat Finlanda, medaliat olimpic. A participat la 4 ediții ale Jocurilor Olimpice (1960, 1964, 1968, 1972) în care a câștigat o medalie de aur.